# Golkondski diamanti
Golkondske diamante kopljejo v regiji delte Godavari-Krišna v Andhra Pradešu v Indiji. Trdnjava Golkonda v zahodnem delu današnjega Hajderabada je bila sedež sultanata Golconda in je postala pomembno središče za plemenitenje diamantov, lapidarij in trgovanje. Golkondski diamanti so razvrščeni kot tip IIa, sestavljeni so iz čistega ogljika, so brez dušika in so veliki z visoko čistostjo. Pogosto jih opisujejo kot diamante prve vode, zaradi česar so med najbolj opevanimi diamanti v zgodovini. Besedna zveza Golkondski diamanti je postala sinonim za diamante neprimerljive kakovosti.
2000 let so bili Golkondski diamanti edini znani fini diamanti. Zaradi stoletnega prekomernega rudarjenja je bila njihova proizvodnja do leta 1830 izčrpana, gemologi in trgovci pa so jih razvrstili med starine, redke in dragocene. Znani Golkondski diamanti so brezbarvni Koh-i-Noor, diamant Nassak ali Idol's Eye, modri Hopov diamant, roza Daria-i-Noor, beli diamant Regent, dresdenski zeleni diamant in brezbarvni Orlov diamant, pa tudi diamanti, ki jih zdaj ni mogoče izslediti, kot so rumeni florentinski diamant, diamant Akbar šah, diamant Nizam in diamant Veliki mogul.
Industrija diamantov v Golcondi je bila na vrhuncu od 16. do 18. stoletja, ko je v regiji delovalo 23 rudnikov, od katerih je bil najbolj aktiven rudnik Kollur, v enem rudniku pa je delalo 30.000 ljudi. Proizvodnja iz vseh rudnikov v Golcondi je ocenjena na približno 10.000.000 karatov (2,0 t). Leta 2015 je Univerza Osmania v sodelovanju z Indijskim geološkim zavodom odkrila potencialna nova mesta za rudarjenje diamantov v regiji, čeprav se do leta 2022 rudarjenje še ni začelo.
Več literarnih legend so navdihnili Golkondski diamanti; to vključuje dolino diamantov Mornarja Sindbada, izročilo o draguljih Marca Pola in temo navdihujočega predavanja Russella Conwella Acres of Diamonds. Po ljudskem izročilu so nekateri Golkondski diamanti prekleti; ti prinašajo srečo svojim lastnikom ali imajo mistične moči, medtem ko so druge nosili kot talismane. Leta 2013 je bil diamant Princie iz diamantov Nizam prodan na dražbi za 39,3 milijona ameriških dolarjev – najvišja zabeležena dražbena cena za Golkondske diamante in svetovni rekord za 1,1 milijona ameriških dolarjev na karat. Pri ropu leta 2019 je bil dresdenski beli diamant ukraden skupaj z dragulji v vrednosti 1,2 milijarde ameriških dolarjev.

## Geologija
Diamantno bogato območje Golconda leži v južnem indijskem polotoškem ščitu, ki je nastal med procesom proterozoika in otoške Indije. Regija se razprostira na 50.000 km2 znotraj sedimentov porečja reke Krišna-Pennar in Dekanske planote in vsebuje 120 od 150 kimberlitnih cevi v Indiji. Čeprav sta kimberlit in lamproit glavni vir kamnin, so konglomerati in meljevci dali večino diamantov v regiji. Indijski geološki zavod je kimberlitne cevi južne Indije kategoriziral v skupine južni kimberlit Wajrakarur, kimberlit severni Narayanpet in kimberlit osrednji Raichur. Med njimi je pomemben kimberlitni grozd Timmasamudram, ki je del kimberlita južnega Wajrakarurja.

## Zgodovina
Srednjeveški zapisi iz Evrope in Bližnjega vzhoda kažejo na pomen Indije kot vira visokokakovostnih diamantov. Po mnenju zgodovinarja nakita Jacka Ogdena ti zapisi vključujejo zapise Plinija starejšega, Marka Pola, Mohameda Al-Idrizija, Ahmada al-Tifašija in drugih izpred 12. stoletja. Zapisi navajajo, da je Indija proizvajala diamante, »s katerimi so bili vgravirani dragulji«. Starodavna besedila budistov, hindujcev in džainistov, kot so Artašastra (2. stoletje pr. n. št. – 4. stoletje n. št.), Ratna Parikša in Purane, se nanašajo na mesta in regije Indije, ki so proizvajala diamante. Rimski zgodovinar Plinij starejši (23–79 n. št.) je v svoji enciklopediji opisal povpraševanje in naklonjenost rimskih cesarskih žensk do diamantov južne Indije. Zgodbe o potovanjih Mornarja Sinbada, ki so bile napisane v času vladavine abasidskega kalifa Haruna al Rašida (786–809 n. št.), opisujejo Dolino diamantov, ki je del zbirke ljudskih pravljic Tisoč in ena noč (Arabian Nights, Alf Laila Wa Laila ali Alif Laila). Ti regionalni opisi imajo enake značilnosti Dekana na splošno in zlasti regije Golconda. Ta imena je težko povezati s sodobnimi zemljepisnimi imeni.
Do 17. stoletja so bili rudniki v tej regiji edini vir diamantov na Zemlji. Po zapisih geologov, raziskovalcev in trgovcev iz 18. in 19. stoletja je regija južno od okrožja Kurnool blizu doline reke Krišna v in okoli okrožja NTR, Palnadu in Guntur; delta Godavari v Rampačodavaramu in Bhadračalamu; severovzhodni Madhja Pradeš; vzhodni Čhattisgarh; zahodni Jharkhand; in severozahodna Odiša so možni zgodovinski viri diamantov. Najbolj znana regija med temi je bila zgodovinsko znana kot Telingana ali Tilling, v obdobju dekanskih sultanatov pa so jo preimenovali v Golcondo in splošno znano kot delta Godavari. Ker so evropski popotniki in trgovci vedno bolj sodelovali v trgovanju s proizvajalci te regije, so se diamanti v regiji začeli omenjati kot Golkondski diamanti.

## Rudarstvo
Vrhunec rudarjenja diamantov v Golcondi je bilo od 16. do 18. stoletja, ko so regijo nadzorovali sultanat Golconda in Nizami iz Hajderabada. Rudnike so dajali v zakup pod nadzorom regionalnih guvernerjev, med katerimi je ugledni trgovec z diamanti iz 17. stoletja Mir Jumla postal veliki vezir (predsednik vlade) sultanata Golconda. Vzpostavil je mrežo trgovcev z diamanti v Evropi, Afriki, na Bližnjem vzhodu in v Aziji – vse do Kitajske in Malajskega otočja. Shantidas Jhaveri je bil še en trgovec z diamanti iz 17. stoletja.
Diamanti Golconda so bili izkopani iz aluvialnih tal ob rečnih strugah. Rudniki so bili običajno globoki do 4 sežnjev (7,3 m). Ko je rudarjenje doseglo podtalnico, je bilo kopanje ustavljeno. Kamnita snov je bila nato zbrana za izbor in pregledane za diamante. Surovi diamanti iz rudnikov so bili običajno prepeljani v Golcondo - zdaj zahodni del Hajderabada - za kvalificirano obdelavo, izboljšavo, nadaljnje vrednotenje in prodajo. Umetnost kristala, ki je oblika surovega diamanta, ki se uporablja za izdelavo nakita, je bila najprej razvita v regiji Golconda. Od 38 rudnikov diamantov v Indiji v tistem času jih je bilo 23 v sultanatu Golconda, med katerimi je bil pomemben rudnik Kollur, ki je naenkrat zaposloval 60.000 delavcev. Večina teh rudnikov je bila polno aktivnih do leta 1830, vendar so bili postopoma opuščeni, ko so jih potopile zaledne vode namakalnega jezu Puličintala ali pa so bili izčrpani. Rudarstvo diamantov v regiji je postopoma upadalo in končno uradno prenehalo.
Leta 2015 sta Center za raziskovalno geofiziko Univerze Osmania in Indijski geološki zavod (GSI) izvedla raziskavo, ki je identificirala tri cone, ki vsebujejo 21 potencialnih novih nahajališč za rudarjenje diamantov v bližini delte rek Krišna in Bhima ter v strugah rek Krišna, Tungabhadra in Pena. Glede na raziskave najdišča vsebujejo vulkanske cevi, ki verjetno vsebujejo kimberlit in morda diamante. Glede na Outlook India so leta 2022 nekatera podjetja zaprosila za rudarske pravice v regiji Andhra Pradeš, kmalu po tem, ko je Nacionalni inštitut za geofizične raziskave (NGRI) odkril nahajališča diamantov v sedmih okrožjih države.

## Trgovanje
Regija Golconda je bila glavno trgovsko središče in vir najbolj znanih diamantov na svetu. Do konca 19. stoletja je bil glavni vir najboljših in največjih diamantov na svetu, zaradi česar je ime Golkondski diamanti sinonim za visokokakovostne diamante. Ocenjuje se, da je regija Golconda trgovala z okoli 10 milijoni karatov diamantov. Merska enota za diamante Golconda je bil ratti (7/8 karata), najpogostejša valuta pa je bila pagoda Golconda, ki so jo imenovali tudi hun.
Golconda je trgovala z diamanti z evropskimi kraljestvi vsaj od dni Marka Pola (1254–1324). V 1420-ih je Niccolò de' Conti, ugledni italijanski popotnik in trgovec, ki je živel v Indiji, podrobno opisal diamantne doline v regiji Golconda. Portugalsko odkritje morske poti v Indijo v 15. stoletju in novo pristanišče sultanata Golconda v Mačilipatnamu iz 16. stoletja sta povečala proizvodnjo in trgovino z Golkondskimi diamanti. Pojav povpraševanja po diamantih Golconda je privedel do raziskovanja in odkritij rudnikov v regiji, ki so proizvajali briljantne diamante.
V 17. stoletju, pod sultanatom Golconda, ko so odkrili nove rudnike in jih dali v najem rudarjem, je bil pod nadzorom regionalnih guvernerjev podpisan sporazum, imenovan Qaul, po katerem bi rudarji za zaposlitev 100 delavcev plačevali štiri pagode na dan, mesečna najemnina pa je temeljila na moči delavcev na rudarskem mestu. Živila je zagotavljal le guverner s 50-odstotno dodatno trošarino. Veliki diamanti iz najdišča so bili izključno rezervirani za vladarje in za prodajo s koncesijami. Kasti Bania in Khatri - trgovske iskupnosti v Indiji - sta imeli večino rudnikov. V začetku leta 1600 so nekateri nizozemski rudarji Nizozemske vzhodnoindijske družbe dobili rudarske pravice. Francoski raziskovalec iz 17. stoletja Jean-Baptiste Tavernier je poročal, da mu je bilo »dovoljeno pregledati« jajčasti veliki mogulski diamant, ki je zdaj izgubljen in naj bi bil razrezan na manjše diamante. Poročal je, da je v Golcondi videl ploščat diamant, imenovan Great Table diamond. Jean de Thévenot, François Bernier ali Antoine Destremau so bili francoski trgovci z diamanti iz Golconde.
Leta 1621 in 1622, ko so vladarji Golconde izvedeli za povpraševanje po diamantih v Evropi, so zasegli vse rudnike in začasno ustavili rudarjenje, da bi povečali ceno, ki se je nato podvojila. Leta 1627 so nizozemski trgovci zaradi visokih cen prenehali z nakupom, Britanska vzhodnoindijska družba pa je vložila naložbe in kupila diamante. Monopol podjetja se je nadaljeval skupaj z domorodnimi trgovci, kot so Mir Jumla II., Virji Vora in Kasi Veranna, dokler rudniki v 1830-ih niso bili izčrpani. Večina obubožanih vlad in knežjih vladarjev je bila odstavljena z oblasti, zaradi česar so bili prisiljeni prodati svoje dragulje – vključno z Golkondskimi diamanti –, ki so bili pozneje prodani na dražbi. Zaradi njihovega kraljevega rodu, mističnih zgodb in oglaševalskih kampanj podjetij so Golkondski diamanti postali referenca svetovnega statusa.

## Priljubljenost
V preteklosti so diamante visoke kakovosti kopali v regiji Golconda in so bili rezervirani za cesarje in vladarje. Včasih je veljalo, da imajo diamanti nadnaravne moči in so jih nosili kot amulete in talismane. Diamant Šah Džahan, ki je trenutno del zbirke Al Saba, je bil nekoč amulet mogulskih cesarjev. Diamanti so bili cenjeni kot dragulji in verjeli so, da so božji dar človeštvu, njihovo posedovanje pa je znak nadvlade. Golkondske diamante so na Bližnjem vzhodu in v zahodnem svetu popularizirali srednjeveški in novodobni popotniki in trgovci, kot so Niccolò de' Conti, Mohamed al-Idrizi, Marco Polo in Jean-Baptiste Tavernier. Diamanti iz Indije - večinoma so bili Golkondski diamanti - so bili uporabljeni za okrasitev kron in žezel vseh narodov; vsak vladar je imel za ponos imeti Golkondski diamant. Industrijska revolucija v 19. stoletju je prinesla rast svetovnemu gospodarstvu, uvedba sofisticiranih tehnik rezanja in poliranja pa je povzročila večje svetovno povpraševanje po diamantih. Priljubljenost se je povečala od leta 1950 zaradi uspešnih oglaševalskih kampanj trgovcev. Tudi še v 21. stoletju so priljubljeni dragulji.

### Fizikalne lastnosti
Golkondski diamanti so najveličastnejši diamanti na svetu. Narejeni so iz čistega ogljika in nimajo dušika in so ocenjeni visoko na standardih za razvrščanje, kar jim daje redko oznako tipa IIa (tip IIa šteje manj kot dva odstotka naravnih diamantov na svetu). So veliki in se naravno pojavljajo v številnih barvah, vendar jih je večina znanih po svoji brezbarvni čistosti in lastnostih materiala. Nekateri so priljubljeni zaradi svojih barv, zaradi katerih so označeni kot diamanti prve vode.

### Pomembni diamanti
Čeprav so Golkondski diamanti znani po svoji velikosti in čistosti, so rudniki diamantov v regiji Golconda zdaj izčrpani in neaktivni. Kasnejša odkritja nahajališč diamantov v regijah, kot so Brazilija po letu 1730, Avstralija po letu 1851 in Afrika po letu 1866, so zagotovila znatne zaloge diamantov, čeprav se njihova čistost na splošno ne ujema z diamanti iz Golconde. Zaradi teh razlogov ostajajo Golkondski diamanti med najbolj opevanimi diamanti na svetu.
Nekateri izmed pomembnih Golkondskih diamantov so:
- Daria-i-Noor je del zbirke iranskih kronskih draguljev Centralne banke Irana v Teheranu
- Diamant Nizam je izginil iz Hajderabada po policijski akciji leta 1948[30]
- Diamant Veliki Mogul in Diamant Orlov sta del zbirke Diamantni sklad orožarne v Kremlju v Moskvi
- Koh-i-Noor je del kronskih draguljev v hiši draguljev v Londonskem Towru
- Hopov diamant je shranjen v Nacionalni zbirki draguljev in mineralov v Nacionalnem muzeju naravne zgodovine v Washingtonu, D. C.[31]
- Diamant Regent je francoskima monarhoma Karlu X. in Napoleonu Bonapartu posredoval francoski vladi in je zdaj del francoskih kronskih draguljev, ki so na ogled v pariškem Louvru.
- Diamant Nassak ali Eye of the Idol je ukradel služabnik osmanskega sultana Abdula Hamida II., ko je bil v izgnanstvu v Parizu, kjer ga je prodal neznanemu španskemu aristokratu[32]
- Rumeni florentinski diamant je bil v lasti velikega vojvode Ferdinanda I.; pozneje je postal del Avstrijskih kronskih draguljev in je zdaj neizsledljiv[33]
- diamant Akbar šah je bil vgraviran z imeni mogulskih cesarjev Akbarja, Džahangirja in Šaha Džahana, kasneje pa je bil nameščen na pavji prestol. Potem ko ga je perzijski vladar Nader Šah izgubil, se je diamant pojavil v prodaji v Turčiji; kupilo ga je britansko podjetje, ki ga je kasneje preoblikovalo in prodalo indijskemu princu Baroda Malharju Rao Gaekvadu. Trenutni lastnik diamanta ni znan.[34]

Štirje najboljši roza diamanti na svetu so iz Golconde. Kardinal Mazarin je bil vplivni glavni francoski minister med vladavino Ludvika XIII. in Ludvika XIV. Mazarin, poznavalec draguljev, je sponzoriral potovanje Jeana Baptista Tavernierja v Indijo, da bi nabral diamante; med njegovo zbirko je 19,07-karatni svetlo rožnati diamant Le Grand Mazarin, ki ga je vedno imel blizu sebe. V svoji oporoki je Mazarin zapustil diamant za okras francoske krone; nosili so ga vsi francoski vladarji od Ludvika XIV. do Napoleona III. Po porazu Francije v francosko-pruski vojni (1870) je bil diamant skupaj z drugimi francoskimi kronskimi dragulji prodan za poravnavo izgub. Kupil ga je Frederic Boucheron, lastnik zlatarne.